# سمنة (بكيل المير)

تعديل مصدري - تعديل

سمنة هي إحدى قرى عزلة العطن بمديرية بكيل المير التابعة لمحافظة حجة، بلغ تعداد سكانها 122 نسمة حسب تعداد اليمن لعام 2004.